# Биљана Милошевић Шошо
Биљана Милошевић Шошо (Фоча, 22. 07. 1976.) је редовна професорка социологије на Филозофском факултету Универзитета у Источном Сарајеву.

## Биографија
Дипломирала је Социологију на Филозофском факултету Универзитета у Приштини 2000. године. Радила је као професор социологије, те демократије и људских права у Центру средњих школа и Гимназији ”Јован Дучић”’у Требињу. Магистрирску тезу под називом „Компаративна анализа садржаја религиозних тема у дневним листовима Глас Српске и Дневни аваз“ одбранила је на Катедри за социологију Филозофског факултета Универзитета у Источном Сарајеву, 2006. године, гдје је потом изабрана у звање вишег асистента. Докторску дисертацију на тему „Друштвене детерминанте девијантног понашања у мултиетничком друштву“ одбранила је на Катедри за социологију  Факултета политичких наука Универзитета у Бањој Луци. У звање доцента на Катедри за социологију Филозофског факултета Универзитета у Источном Сарајеву изабрана је 2011. године, гдје и данас ради. У звање ванредног професора, ужа научна област Посебне социологије, изабрана је 2016. године.  
Аутор је преко тридесет научних радова објављених у научним зборницима и часописима и једне монографије. Учесник је већег броја међународних и националних научних скупова. У периоду 2007-2012. године обављала је функцију секретара Социолошког друштва Републике Српске. Од 2014. године обавља дужност руководиоца Катедре за социологију Филозофског факултета Универзитета у Источном Сарајеву. 

## Истакнута библиографија
- “Глобализација и образовање”/ 125 година високог образовања у БиХ:зборник радова, уредник Милош Ковачевић, Пале: Филозофски факултет Универзитета у Источном Сарајеву. – 2008, стр. 323–329. (УДК 331.5-
- “Медији и идеологија”/ Наука и Савремени друштвени процеси, уредник Драго Бранковић, Бања Лука: Филозофски факултет. –2008.  978-99938-34-81-6. стр. 147–154.
- “Нација, национализам и национални идентитет”/ Социолошки годишњак. – Бр. 3, 2008, Пале, 2008, стр. 337–346. (УДК 316.47.06; ISSN 1840-1538)
- “Савремени штампани медији БиХ о Русији”/ Политичка ревија. – Београд, 2008, стр.143–156. (ISSBN 1451-4281)
- “Тероризам у савременим штампаним медијима у Босни и Херцеговини”/ Биљана Милошевић, Бисерка Кошарац /Наука, култура и идеологија, уредник Драго Бранковић, Бања Лука : Филозофски факултет. –. 2008.  978-99938-34-93-9. стр. 117–134.
- “Незапосленост и њена структура у Источној Херцеговини” поглавље у монографији/ Образовање и запошљавање у Републици Српској, уредник Рајко Куљић, Пале : Социолошко друштво Републике Српске. –2008.  978-99938-47-28-1. стр. 81–88.
- “Современная пресса Боснии и Герцеговины о России” / Научный журнал. – Бр. 1, Череповецк, 2009, стр. 58–88.( ISSN 1994 Parameter error in {{issn}}: Invalid ISSN. -0637)
- “Ратни злочин као облик девијантног понашања”/ Социолошки годишњак. – Бр. 6, Пале, 2011, стр. 127–143.(УДК 316.47.06; ISSN 1840-1538COBISS.BH-ID 15307536)
- “Осигурање квалитета наставе на универзитету: искуство Универзитета у Источном Сарајеву”/Нова српска политичка мисао. –XIX, бр. 1/2, Београд, 2011, стр.309–319.(ISSN 1450-7382
- “Узроци девијантног понашања у босанскохерцеговачком друштву”/ Образовање и савремени универзитет, уредник Бојана Димитријевић, Ниш : Филозофски факултет. – 2011, стр. 412–429. (ISBN 987-86-7379-266-8; COBISS.SR-ID 194774540)[3]